# 全国高等学校野球選手権東東京大会
全国高等学校野球選手権東東京大会（ぜんこくこうとうがっこうやきゅうせんしゅけんひがしとうきょうたいかい）は、東京都で開催されている全国高等学校野球選手権大会の地方大会である。

## 概要

### 詳細
- 東京大会では毎年東西に分かれて開催されており、東京23区のうち、世田谷区[注釈 1]、練馬区、杉並区を除いた20区と伊豆諸島、小笠原諸島に所在する東京都の学校が東東京大会に出場する。東西分割される以前の東京大会については全国高等学校野球選手権東京大会を参照。
- 組み合わせ抽選の際は原則として、春季東京都大会（東西関係なく対戦）のベスト16以上進出校が3回戦からのシード（勝ち上がりによってシード順を決める）となり、残りの参加校は抽選により1・2回戦に振り分けられる。この為、毎年シード校の数は変わる。
- 開会式は毎年10:00から（2022年より、2019年までは14:30）、東西合同で明治神宮野球場で行われる。開会式の演奏は東京消防庁音楽隊。
- 準決勝と決勝で球速を表示している。
- 優勝校には優勝旗、表彰状、優勝盾、メダルが準優勝校には準優勝杯、表彰状、準優勝盾、メダルが贈られる。翌年の大会の優勝旗、準優勝杯返還時は盾が贈られる。
- 東京都高野連では2012年まで都立校は校名の頭に「都」をつけて表記し[1]、大会を主催する朝日新聞の地方版での表記もこれに倣っていたが、2013年より「他の地域では『県』などが頭につかない」という理由から一部の学校を除き「都」を外した。これ以前より都立校が出場した際の甲子園大会のスコアボードやテレビ中継、朝日新聞全国版に掲載される地方大会の試合結果では「都」なしの表記であった。なお組み合わせ抽選の際に用いられる校名ボードは引き続き「都」つきのものを使用している。（私立と同校名が存在する場合は他県と同様に「都」が付く）
- 2014年まで勝利校の校歌斉唱は行われていなかったが、2015年より準決勝と決勝のみ2016年は準々決勝以降で勝利校の校歌斉唱が行われるようになった（西東京大会も同様）。

### 沿革
- 1923年 - 東京大会に独立。
- 1946年 - 東京都中等学校野球連盟を結成。
- 1974年 - 東西大会に分割される。当時の参加校数は東西合わせて174校。東東京はそのうち92校だった。
- 1996年 - 西東京大会に加盟していた世田谷区所在の加盟校（国士舘、駒大高など）が、東西参加校数の是正に伴い東東京大会へ移動した。
- 2013年 - 多摩地区に隣接する世田谷区の加盟校を西東京地区に、隣接していない中野区の加盟校を東東京地区に再編。東東京が140校、西東京が133校となる[2]。
- 2021年 - 主会場の神宮球場が当年に延期される2020年東京オリンピック・パラリンピック期間中に資材置場など設置により使用不可のため、準決勝・決勝が東京ドームで開催された。

## 使用球場

### 東東京・西東京で使用する球場
- 明治神宮野球場（準々決勝・準決勝・決勝は神宮球場で行うため、日程が交互に組まれる場合もある。プロ野球ナイター併用日は最大2試合までで、第1試合の開始時刻が8時30分あるいは9時00分になる。2021年は上記の理由から東東京大会の2回戦のみ使用）
- ジャイアンツタウン（2025年より）

### 東東京で使用する球場
- 都営駒沢球場（2021年は準々決勝まで使用）
- 江戸川区球場（JPアセットスタジアム江戸川）（2021年は準々決勝まで使用）
- 大田スタジアム

### 不定期で使用される球場
- 昭島市民球場（2007年、2010年 - 2012年、2016年、2019年、2021使用）[注釈 2]
- 市営立川球場（2008年 - 2012年、2014年、2016年、2021年使用）[注釈 3]
- 府中市民球場（2004年 - 2014年、2016年、2018年、2019年、2021年使用）

大会序盤で順延があった場合は使用される事がある。

### 過去に使用されていた球場
- 早稲田大学安部球場
- 明治神宮第二球場（- 2019年、2012年までは西東京大会でも使用）[3]
- 東京ドーム（2021年のみ準決勝・決勝に使用）
- 明治大学球場（2007年 - 2023年使用、2021年を除く）※1

※1 2009年は西東京大会でも使用された。
2013年以降、昭島・立川は不定期での使用となる。府中市民球場は2013年も東東京の2回戦の1試合に使用した。
2014年の府中は当初東東京の試合に使われる予定がなかったが、台風の影響で日程及び会場が変更となり2回戦の2試合で使用される。立川も同様だったが引き分け再試合が発生したためその1試合に使用される。
2018年は駒沢・大田が改修のため、神宮・神宮第二・江戸川・明大の4球場で行われる予定だったが、2回戦の1試合で雨天中止の試合が発生し、その試合の振り替えを府中で行った。
2019年は2回戦で昭島・府中、3回戦で上柚木公園野球場・八王子市民球場が使われた。
2021年は台風接近による日程変更に伴い、準々決勝の1試合で当初予定がなかった八王子市民球場が使われた。

## 歴代代表校
| 年度（大会）          | 校数 | 代表校（出場回数）           | 決勝スコア | 準優勝校     | 備考     |
| --------------------- | ---- | ---------------------------- | ---------- | ------------ | -------- |
| 1974年（第56回大会）  | 92   | 城西（初出場）               | 5 - 2      | 二松学舎大付 |          |
| 1975年（第57回大会）  | 94   | 早稲田実（15年ぶり20回目）   | 8 - 2      | 日大一       |          |
| 1976年（第58回大会）  | 97   | 日体荏原（初出場）           | 6 - 0      | 大森工       |          |
| 1977年（第59回大会）  | 100  | 早稲田実（2年ぶり21回目）    | 12 - 4     | 帝京         |          |
| 1978年（第60回大会）  | 102  | 早稲田実（2年連続22回目）    | 13 - 10    | 帝京         |          |
| 1979年（第61回大会）  | 104  | 城西（5年ぶり2回目）         | 4 - 1      | 日体荏原     |          |
| 1980年（第62回大会）  | 105  | 早稲田実（2年ぶり23回目）    | 10 - 4     | 二松学舎大付 |          |
| 1981年（第63回大会）  | 107  | 早稲田実（2年連続24回目）    | 9 - 1      | 豊南         |          |
| 1982年（第64回大会）  | 107  | 早稲田実（3年連続25回目）    | 3x - 2     | 修徳         | 延長10回 |
| 1983年（第65回大会）  | 108  | 帝京（初出場）               | 3 - 2      | 関東第一     |          |
| 1984年（第66回大会）  | 107  | 日大一（11年ぶり7回目）      | 3 - 1      | 二松学舎大付 |          |
| 1985年（第67回大会）  | 111  | 関東第一（初出場）           | 12 - 5     | 帝京         |          |
| 1986年（第68回大会）  | 112  | 正則学園（初出場）           | 10 - 0     | 関東第一     |          |
| 1987年（第69回大会）  | 114  | 帝京（4年ぶり2回目）         | 14 - 6     | 修徳         |          |
| 1988年（第70回大会）  | 117  | 日大一（4年ぶり8回目）       | 4 - 3      | 修徳         |          |
| 1989年（第71回大会）  | 118  | 帝京（2年ぶり3回目）         | 9 - 6      | 岩倉         |          |
| 1990年（第72回大会）  | 119  | 関東第一（5年ぶり2回目）     | 7 - 2      | 修徳         |          |
| 1991年（第73回大会）  | 119  | 帝京（2年ぶり4回目）         | 13 - 3     | 日大一       |          |
| 1992年（第74回大会）  | 117  | 帝京（2年連続5回目）         | 10 - 2     | 二松学舎大付 |          |
| 1993年（第75回大会）  | 118  | 修徳（27年ぶり3回目）        | 7 - 6      | 関東第一     |          |
| 1994年（第76回大会）  | 118  | 関東第一（4年ぶり3回目）     | 4 - 2      | 帝京         |          |
| 1995年（第77回大会）  | 117  | 帝京（3年ぶり6回目）         | 15 - 13    | 早稲田実     |          |
| 1996年（第78回大会）  | 138  | 早稲田実（14年ぶり26回目）   | 8 - 6      | 国士舘       |          |
| 1997年（第79回大会）  | 137  | 岩倉（初出場）               | 14 - 12    | 早稲田実     |          |
| 1998年（第80回大会）  | 136  | 帝京（3年ぶり7回目）         | 8 - 3      | 二松学舎大付 |          |
| 1999年（第81回大会）  | 134  | 城東（初出場）               | 3 - 0      | 駒大高       |          |
| 2000年（第82回大会）  | 139  | 日大豊山（初出場）           | 5 - 4      | 国士舘       |          |
| 2001年（第83回大会）  | 140  | 城東（2年ぶり2回目）         | 5 - 4      | 岩倉         |          |
| 2002年（第84回大会）  | 141  | 帝京（4年ぶり8回目）         | 6 - 3      | 二松学舎大付 |          |
| 2003年（第85回大会）  | 138  | 雪谷（初出場）               | 5 - 0      | 二松学舎大付 |          |
| 2004年（第86回大会）  | 143  | 修徳（11年ぶり4回目）        | 3 - 2      | 二松学舎大付 |          |
| 2005年（第87回大会）  | 144  | 国士舘（初出場）             | 10 - 3     | 日大豊山     |          |
| 2006年（第88回大会）  | 144  | 帝京（4年ぶり9回目）         | 5 - 3      | 国士舘       |          |
| 2007年（第89回大会）  | 143  | 帝京（2年連続10回目）        | 4 - 2      | 修徳         |          |
| 2008年（第90回大会）  | 144  | 関東第一（14年ぶり4回目）    | 11 - 5     | 東海大高輪台 |          |
| 2009年（第91回大会）  | 145  | 帝京（2年ぶり11回目）        | 24 - 1     | 雪谷         |          |
| 2010年（第92回大会）  | 144  | 関東第一（2年ぶり5回目）     | 6x - 5     | 修徳         |          |
| 2011年（第93回大会）  | 150  | 帝京（2年ぶり12回目）        | 6 - 1      | 関東第一     |          |
| 2012年（第94回大会）  | 148  | 成立学園（初出場）           | 4 - 3      | 国士舘       |          |
| 2013年（第95回大会）  | 139  | 修徳（9年ぶり5回目）         | 13 - 6     | 二松学舎大付 |          |
| 2014年（第96回大会）  | 137  | 二松学舎大付（初出場）       | 5 - 4      | 帝京         | 延長10回 |
| 2015年（第97回大会）  | 137  | 関東第一（5年ぶり6回目）     | 14 - 2     | 日大豊山     |          |
| 2016年（第98回大会）  | 137  | 関東第一（2年連続7回目）     | 4 - 3      | 東亜学園     | 延長10回 |
| 2017年（第99回大会）  | 134  | 二松学舎大付（3年ぶり2回目） | 9 - 1      | 東海大高輪台 |          |
| 2018年（第100回大会） | 132  | 二松学舎大付（2年連続3回目） | 6 - 3      | 小山台       |          |
| 2019年（第101回大会） | 129  | 関東第一（3年ぶり8回目）     | 4 - 0      | 小山台       |          |
| 2020年（独自大会）    | 122  | 帝京（出場なし）             | 3x - 2     | 関東第一     | 延長11回 |
| 2021年（第103回大会） | 130  | 二松学舎大付（3年ぶり4回目） | 5 - 1      | 関東第一     |          |
| 2022年（第104回大会） | 127  | 二松学舎大付（2年連続5回目） | 5 - 1      | 日体大荏原   |          |
| 2023年（第105回大会） | 129  | 共栄学園（初出場）           | 12 - 6     | 東亜学園     |          |
| 2024年（第106回大会） | 127  | 関東第一（5年ぶり9回目）     | 8 - 5      | 帝京         |          |
| 2025年（第107回大会） | 126  | 関東第一（2年連続10回目）    | 7 - 1      | 岩倉         |          |

- 参加校数は日本高野連の発表に基づき連合チームを1校としてカウント

## 2020年夏季東西東京都高等学校野球大会
- 東東京大会決勝（8月8日：大田スタジアム）

|          | 1 | 2 | 3 | 4 | 5 | 6 | 7 | 8 | 9 | 10 | 11 | R |
| -------- | - | - | - | - | - | - | - | - | - | -- | -- | - |
| 関東第一 | 0 | 0 | 0 | 1 | 1 | 0 | 0 | 0 | 0 | 0  | 0  | 2 |
| 帝京     | 0 | 0 | 1 | 0 | 0 | 0 | 0 | 0 | 1 | 0  | 1x | 3 |

1. （延長11回）
2. 試合時間：2時間40分

- 東西決戦（8月10日：ダイワハウススタジアム八王子）

|            | 1 | 2 | 3 | 4 | 5 | 6 | 7 | 8 | 9  | R |
| ---------- | - | - | - | - | - | - | - | - | -- | - |
| 帝京       | 0 | 1 | 0 | 0 | 1 | 0 | 0 | 0 | 0  | 2 |
| 東海大菅生 | 0 | 0 | 0 | 0 | 0 | 0 | 0 | 0 | 3x | 3 |

1. 試合時間：2時間11分

## テレビ・ラジオ放送
- NHK - 年度や他の関東各地区大会の進捗状況によるが、総合テレビ・ラジオ第1で関東1都6県向けに決勝を生放送する[5][6]（録画の場合あり） 。2021年は東京オリンピックの中継と日程が重なったためテレビはEテレ・ラジオはFMで放送する。
- テレビ朝日 - 以前は準決勝・決勝の生中継が行われていたが、後に決勝戦のみ録画放送となり、2006年から中継自体を取りやめた[要出典]。ただし、速報!甲子園への道や熱闘甲子園での取材は行われている[要出典]。
- TOKYO MX - 1996年からMXスタジアムの名称で神宮球場で行われる開会式と準決勝以降（2010年までは開幕戦[7]、2016年までは準々決勝も放送されていた[8]）の試合を生中継する。1996年以降数年は1回戦から東東京・西東京大会を1日おきに交互に放送しており、神宮球場の他に江戸川区球場・大田スタジアム・府中市民球場の試合を中継していた[要出典]。他にMXモバイル会員向けに2012年から地上波中継が途中で終了した場合、試合終了まで配信している。2013年は神宮球場で行われる準々決勝以前の全試合も定点カメラでライブ配信した（有料会員登録が必要）[要出典]。2016年はエムキャスで放送時間外に行われる試合も含め配信する[9]
- J:COMチャンネル（東東京大会の地区割りに準ずる）・東京ケーブルネットワーク（TCN）・東京ベイネットワーク・ケーブルテレビ品川・イッツ・コミュニケーションズ（2015年）（共同制作）- 2014年から江戸川区球場で行われる試合を生中継する（2014・2017年全試合、2015・2016年2回戦以降）[10]。2017年から神宮球場で行われる準々決勝も生中継する[11]。2021年は中継対象が駒沢球場となり、東京ドームで開催予定の東・西東京大会の準決勝・決勝も生中継する。2023年は神宮球場の中継が5回戦からになる。2025年は神宮球場から初日に行われる東・西大会の開幕戦、2日目以降は準々決勝まで中継[12] 。
- 民放ラジオでは文化放送、TBSラジオが中継していた[要出典]。